# Bačići
Bačići (cyr. Бачићи) – wieś w Bośni i Hercegowinie, w Republice Serbskiej, w gminie Milići. W 2013 roku liczyła 586 mieszkańców.